# نيكو كوفاتش
نيكو كوفاتش (بالكرواتية: Niko Kovač)‏، من مواليد 15 أكتوبر 1971 في برلين في ألمانيا، لاعب ومدرب كرة قدم كرواتي. عمل سابقا كمدرب لنادي بايرن ميونخ الألماني قبل تولي الألماني هانسي فليك.

## مسيرته الكروية
لعب نيكو كوفاتش خلال مسيرته الاحترافية مع 7 أندية في عشرون موسمًا وسجل خلالها 63 هدفًا ضمن 491 مباراة. حيث فاز في موسم واحد بالكأس وفي ثلاثة مواسم بالدوري.
و قد بدأ مسيرته الكروية مع نادي هيرتا زهلندورف في عام 1989، ولعب معهم حتى عام 1991، وشارك معهم في 25 مباراة وسجل 7 أهداف، وفي عام 1991 انتقل إلى نادي هيرتا برلين، ولعب معهم حتى عام 1996، وشارك معهم في 148 مباراة وسجل 15 هدف، وفي عام 1996 انتقل إلى نادي باير ليفركوزن، ولعل معهم حتى عام 1999، وشارك معهم في 77 مباراة وسجل 8 أهداف، وفي عام 1999 انتقل إلى نادي هامبورغ، ولعب معهم حتى عام 2001، وشارك معهم في 55 مباراة وسجل 12 هدف، وفي عام 2001 انتقل إلى نادي بايرن ميونخ، ولعب معهم حتى عام 2003، وشارك معهم في 34 مباراة وسجل 3 أهداف، وفي عام 2003 انتقل إلى نادي هيرتا برلين، ولعب معهم حتى عام 2006، وشارك معهم في 75 مباراة وسجل 8 أهداف، ومنذ عام 2006 وأنهى مسيرته الرياضية مع ريد بل سالزبورغ النمساوي.
و قد بدأ باللعب مع منتخب كرواتيا لكرة القدم منذ عام 1996 حتى العام 2008.

## روابط خارجية
- نيكو كوفاتش على موقع الاتحاد الدولي (مؤرشف)  (الإنجليزية)
- نيكو كوفاتش على موقع الاتحاد الأوربي (الإنجليزية)
- نيكو كوفاتش على موقع اتحاد كرواتيا (الكرواتية)
- نيكو كوفاتش على موقع قاعدة بيانات كرة القدم.إي يو (الإنجليزية)
- نيكو كوفاتش على موقع بيانات كرة القدم. دي إي (الألمانية)
- نيكو كوفاتش على موقع ليكيب (الفرنسية)
- نيكو كوفاتش على موقع ناشيونال فوتبول تيمز (الإنجليزية)
- نيكو كوفاتش على موقع عالم كرة القدم.نت (الإنجليزية)
- نيكو كوفاتش على موقع كووورة